# 姫宮ラム
姫宮 ラム（ひめみや ラム、1982年 - ）は、日本のAV女優。
神奈川県出身。ツートッププロ（ロータスグループ）所属。
血液型：A型、身長：165cm 、スリーサイズ：B90・W60・H87 、Eカップ。

## 略歴
2005年にAVデビュー。痴女・レズものを中心に活躍。同じ事務所で変態四天王の眞雪ゆんや春うららとの共演が多い。
同じ事務所の大川怜(大川純)とは「らむレイズン!」というコンビを組んでいた。
現在は、SMものにも出演するようになった。
2007年12月7日の桃太郎映像出版のイベントをもって春うららと一緒に引退した。
2008年6月1日に復帰。

## 出演作品

### アダルトビデオ
2005年
- 本番の出来る高級脱衣麻雀倶楽部（5月4日、SODクリエイト）
- レズ面接（6月16日、ヒビノ）監督:三上翔子
- 電気ショック 第二巻（6月24日、GIGA）
- 家庭教師でトライ!! 5（6月25日、笠倉出版社）
- 近親強姦 妹が可愛いすぎるのでやっちゃいました。（7月13日、隼エージェンシー）
- 夏だ!ビキニだ!中出しだ!（7月13日、隼エージェンシー）
- パイパンレズビアン（7月13日、カルマ）
- レズ淫行狂育 コスプ・レ・ズ(3）（7月15日、U&K）
- 女子高生レズ学園 3 （7月21日、ヒビノ）
- 素人痴女（7月22日、うまなみ。）
- 欲情人妻中出し（8月5日、タカラ映像）オムニバス作品
- 絶対調教 [〜いい女が狂うまで〜]（8月7日、アタッカーズ）
- まんコレクター 『30人のおま○こファイル』もちろんチ○ポも入れてます!（8月10日、隼エージェンシー）
- READY TO RUMBLE（8月12日、TMA）
- 女だけの、乱交パーティー（8月15日、ドグマ）
- DEEP・INSIDE・HOLE・＃12（8月19日、桃太郎映像出版）
- S級 素人ギャル千人斬り! vol.2（8月19日、うまなみ。）
- ヌルヌル妖艶遊び 1（8月26日、U&K）
- うまなみプレゼンツ 8 S級 素人ギャル千人斬り! 4時間（9月23日、ケイ・エム・プロデュース）…うまなみ。作品『S級素人ギャル千人斬り! vol.2』のセルDVD化作品
- ERO-MIX（10月19日、スタイルアート）
- 団地妻のイケナイ昼下がり 3（10月25日、TMクリエイト）
- M女破壊（10月28日、シネマジック）
- 穴姦（11月3日、桃太郎映像出版）
- 舐め愛レズ（11月17日、ヒビノ）
- 寸止めD（11月18日、クリスタル映像）オムニバス作品
- 私は痴女 叱咤激淫（11月18日、クリスタル映像）オムニバス作品
- 変態志願 立花里子（12月4日、タカラ映像）
- お姉さんと新妻の強制排泄物語（12月9日、GIGA）
- 悶絶 絶叫 アナル&ヴァギナ（12月21日、ヒビノ）

2006年
- 転校したら男は僕1人ぼっちだった…（1月4日、アキノリ）
- イキまくり強制連続絶頂（1月19日、タカラ映像）
- 肉棒の虜になった女たち 2（2月2日、チャンネルV）
- 痴女サミット（2月4日、アキノリ）
- THE BODY HEAT 2（2月17日、クリスタル映像）
- HARDCORE LESBIAN（2月24日、ドリームクリエイト）
- レズサミット （3月4日、アキノリ）
- エンドレス痴女（3月7日、プレミアム）
- 龍縛奥儀伝承 2（3月7日、アタッカーズ）
- フッた男に犯されて 新倉いつか（3月13日、MOODYZ）
- CHIJO 女子校生リアル痴女（3月19日、スタイルアート）
- AD-1クライマックス（3月19日、ドグマ）※オムニバス作品
- お姉さんが犯してあげる 3（4月21日、クリスタル映像）
- Fetish Lesbian（5月12日、ドリームクリエイト）
- Wild Thing X 水野美香（5月19日、桃太郎映像出版）
- Wild Thing X　志保（5月19日、桃太郎映像出版）
- 私は痴女・3 3時間DX（5月19日、クリスタル映像）オムニバス作品
- 集団痴女ヤリ合コン（6月13日、MOODYZ）
- 官能熟女の痴的淫戯（6月16日、バスコ・ジャポン）
- デカい唇のお姉さんにもてあそばれたい。（6月19日、ドクマ）
- Slave&Master（6月19日、桃太郎映像出版）
- 女だらけの変態あなる時間（6月19日、桃太郎映像出版）監督:藍山みなみ
- AV女優の部屋 今時素人AV女優たちの自宅のお部屋に潜入!!（6月19日、スタイルアート）
- 男子○学生 学級新聞の取材でSODにやってきた少年たち&満員電車で痴漢された少年たち（6月22日、SODクリエイト）
- 団地妻スペシャル!! 2（6月25日、TMクリエイト）
- Moelish メイド10人×男10人20P大乱交 絶対服従11P主人に群がるメイド10人（7月19日、桃太郎映像出版）
- エロスの地獄（8月1日、MOODYZ）
- 競泳水着の女達Special（8月13日、MOODYZ）
- 隷属熟女の膣穴解剖（8月24日、TOMOE）
- 超高級美少女レズ ソープ嬢 立花里子（10月5日、ディープス）
- 縄・M女優 コレクション Vol.4（11月19日、ドグマ）
- MOODYZファン感謝祭 バコバコバスツアー 2006 まるごと全裸スペシャル（12月1日、MOODYZ）
- レズフィスト 被虐女の愛憎（12月7日、アタッカーズ）

2007年
- エロスの地獄 〜完結編・秘密の裁き〜（2月1日、MOODYZ）
- 超高級美少女レズ・ソープ嬢 羽田夕夏（5月17日、ディープス）
- 5Pレズ接吻マン舐め狂い（11月25日、アロマ企画）
- フリーダム・キャバクラ M的恥責（12月20日 フリーダム）
- フリーダム学園 校内集団暴行 3（12月20日 フリーダム）
- 美少女の足裏 6 （12月20日 フリーダム）

2008年
- DeliLes デリバリーレズビアン 03（4月25日 ビッグモーカル）
- 僕の体を石鹸で泡だらけにして洗ってください。（11月7日 OFFICE K'S）
- 女が好きなオンナたちに痴女られる僕 2（11月25日 未来 フューチャー）
- kira☆kira2周年特別企画 DANCING15GALS☆大乱交レイブ（12月19日 kira☆kira）

2009年
- 火曜日は全裸登校日 2（1月1日 アキノリ）
- 人妻懺悔(秘）劇場 妻たちの淫らな昼下がり（1月9日 竹書房）
- デカ尻好きなレズビアン（1月25日 ジャネス）
- 愛欲指オナニー（1月25日 竜宮城）
- 転校したら男は僕一人ぼっちだった…。 5 （2月5日 アキノリ）
- ベロ接吻顔舐め美女（3月1日 竜宮城）
- 僕の可愛いBOY FRIENDS（3月6日、映天）
- ギリまんオナニー（3月20日、映天）